# انتخابات ریاست‌جمهوری ایالات متحده آمریکا (۱۹۹۶)
انتخابات ریاست جمهوری ایالات متحده آمریکا پنجاه و سومین انتخابات ریاست‌جمهوری در تاریخ این کشور بود که برای انتخاب چهل و دومین رئیس‌جمهور ایالات متحده آمریکا به همراه معاون او در تاریخ ۵ نوامبر سال ۱۹۹۶ برگزار شد. در این انتخابات بیل کلینتون به همراه ال گور از سوی حزب دموکرات (حزب حاکم) و باب دول به همراه جک کمپ از حزب جمهوری‌خواه به رقابت پرداختند.